# Hinjilicut
Hinjilicut é uma cidade e uma notified area committee no distrito de Ganjam, no estado indiano de Orissa.

## Demografia
Segundo o censo de 2001, Hinjilicut tinha uma população de 21,344 habitantes. Os indivíduos do sexo masculino constituem 51% da população e os do sexo feminino 49%. Hinjilicut tem uma taxa de literacia de 64%, superior à média nacional de 59.5%: a literacia no sexo masculino é de 74% e no sexo feminino é de 54%. Em Hinjilicut, 13% da população está abaixo dos 6 anos de idade.